# Pteropus voeltzkowi
Pteropus voeltzkowi (Крилан пембський) — вид рукокрилих, родини Криланових. Дев'яносто чотири відсотки населення пембського крилана проживає всього у десяти місцях постійного спочинку о. Пемба, в Індійському океані.

## Опис
Довжина голови і тіла: 24–26.5 см. Довжина передпліччя: 15–16 см. Вага 430–610 гр.
З характерними, собакоподібними рисами обличчя, пембський крилан (Pteropus voeltzkowi) являє собою великого кажана з каштановим-червоним  волосяним покривом, помаранчевим низом і чорним обличчям і крилами. Вуха короткі й загострені. Самець більший і темніше за кольором, ніж самиця.

## Поширення
Країни поширення: Танзанія — острів Пемба, 40 кілометрів від узбережжя материкової частини Танзанії. Зустрічається на висотах 0–45 м над рівнем моря. Цей вид був записаний в первинних лісах, вторинних лісах, мангрових лісах і на кладовищах. 

## Поведінка
Знаходить притулок в денний час на великих ізольованих деревах, утворюючи великі колонії до 850 особин. Кажани залишаються вірними сідалу (часто групи великих, зрілих дерев), повертаючись додому з годування величезними зграями. Споживає в основному плоди манго, Artocarpus, Ficus, інжир, квіти і листя. На відміну від комахоїдних кажанів (Microchiroptera), цей вид не використовує ехолокацію, використовуючи замість цього зір, щоб знайти фрукти. 
Вважається, що спаровування відбувається в період з січня по квітень; народження відбуваються в період з червня по серпень. Молодь стає незалежною протягом трьох-шести місяців.

## Загрози
Кажани є джерелом білка для жителів острова Пемба, але не має полювання на комерційному рівні. Тим не менше, використання дробовиків замість традиційних методів полювання призвело до неприйнятних рівнів полювання в минулому. Вирубка лісу і перетворення лісів на сільськогосподарські угіддя також є загрозою для виживання виду, а також деякі кажани можуть бути вбиті під час зіткнень з верхніми електропроводами.

## Охорона
Цілий ряд заходів по збереженню виду був розпочатий у 1995 році і включав освітні кампанії, зусилля щодо захисту сідал, зустрічі з мисливцями і ключовими особами, що приймають рішення, а також постійний моніторинг населення. Діяльність, пов'язана з екотуризмом допомогла генерувати дохід для місцевих громад. Полювання на кажанів з дробовиків було заборонене на більшій частині острова Пемба. Також була створена програма розведення в неволі крилана з о. Пемба, в зоопарку Фінікса, штат Аризона, в США. На щастя, дика популяція цього великого крилани в даний час зростає, а в 2004 році вид був переміщений з критичного стану до вразливого у Червоній книзі МСОП.